# 鲫拟尾孢虫
鲫拟尾孢虫（学名：Myxobilatus carassii）为拟尾孢科拟尾孢虫属的动物。在中国，分布于湖北等，营寄生生活，寄生在鲫的膀胱、输尿管。